# ميخائيل غولدبرغ
ميخائيل غولدبرغ (بالإنجليزية: Michael Goldberg)‏ هو رسام أمريكي، ولد في 24 ديسمبر 1924 في نيويورك في الولايات المتحدة، وتوفي بنفس المكان في 31 ديسمبر 2007 بسبب نوبة قلبية.